# Sabugo (Almargem do Bispo)
Sabugo é uma aldeia situada a meia encosta do Monte Marçabelo, e pertencente à União de Freguesias de Almargem do Bispo, Pero Pinheiro e Montelavar, concelho de Sintra. Com cerca de 1500 habitantes, reveste-se de história, tradições e cultura popular, detendo um passado industrial significativo e tendo alojado, de 1959 a 2014, uma unidade fabril da multinacional alemã Siemens. Limita a norte com Olelas, a leste com Fonte da Aranha, a sul com Vale de Lobos e a oeste com Quarteira, Raposeira e Casal da Quintanela.
É um aglomerado que possui as suas raízes no Prazo de Meleças, mais concretamente na Granja de Santa Cruz. É um aglomerado urbano significativo, tendo desde cedo superado em habitantes a sede de freguesia, com 34 vizinhos em 1527 e, em 1758, 459 fogos e 1 593 habitantes. Nesse ano, era a localidade mais populosa da então freguesia de Almargem do Bispo.
É também importante por contar com uma interface ferroviária, a Estação Ferroviária do Sabugo, que se insere na Linha do Oeste. Entre os seus pontos de interesse encontram-se a sua arquitetura popular e o chafariz da localidade. As festas em honra da sua padroeira celebram-se em agosto.

## O Chafariz do Sabugo
O chafariz do Sabugo foi construído no reinado de D. João V, no ano de 1782. Era aqui um ponto de passagem dos nossos Reis quando iam para Mafra.
Aqui paravam para se refrescarem e darem de beber aos animais. Até aos dias de hoje ainda não secou embora já não seja muito aconselhável beber da sua água.
Antigamente as pessoas faziam filas enormes, pois como não havia água canalizada, toda a gente dos arredores ali se servia. Conta-se que servia de ponto de encontro para os namoricos dos mais jovens.
Até hoje o chafariz mantém o seu estado original exactamente como foi construído.

## Rancho Folclórico "As Lavadeiras do Sabugo"
O Rancho Folclórico "As Lavadeiras" do Sabugo – Sintra foi fundado em 25 de Setembro de 1966, motivado pelo interesse dos naturais do Sabugo em manterem bem vivas as características do seu povo. Tem a sua origem na Região Saloia do Sabugo e povoações limítrofes, sendo o mais antigo representante das danças e cantares das Lavadeiras e Carroceiros do Concelho de Sintra. O mesmo faz parte da actividade cultural da União Desportiva e Recreativa Sabuguense.
As suas características são puramente saloias, retratando para a data actual as danças, cantares, trajes, usos e costumes do seu Povo.
As suas danças e cantares representam as célebres cantigas populares cantadas ao despique, entre Lavadeiras e Carroceiros, nos rios, nas galeras e nas carroças a caminho de Lisboa, nos arraiais e bailaricos domingueiros. Os trajes retratam várias situações de finais do século XIX e princípios do século XX, em que lavadeiras e carroceiros tinham uma posição característica e bem marcada, na nossa região, principalmente na capital (Lisboa antiga) pois até filmes alusivos às suas figuras se fizeram (como é o caso do célebre filme "Aldeia da Roupa Branca").
A vida dos habitantes do Sabugo nos finais do século XIX princípios do século XX era uma vida simples, dividindo-se entre o amanho das terras e a lavagem da roupa às senhoras de Lisboa. O Sabugo é uma aldeia que apesar da proximidade com a cidade de Lisboa, mantém ainda vivas as tradições, usos e costumes do seu povo.
Prova disso é a existência do Rancho Folclórico que no presente ano festeja o seu quadragésimo sétimo aniversário, sendo o mais antigo representante das danças e cantares das "Lavadeiras e Carroceiros".

## Danças e Cantares
Fruto da pesquisa às pessoas idosas do Sabugo e povoações vizinhas apresentamos as danças e cantares da nossa Região Saloia de Sintra:[carece de fontes?]
- Bailarico Saloio
- Verde Gaio Passarinho
- Choutisse Batida
- Fadinho das Lavadeiras
- Grojé
- Valsa a Dois Passos
- Saloiada
- Bico e Tacão
- Carreirinhas
- Bailarico das Lavadeiras
- O Muro do Derrete
- Vira a Peninha